# بازارچه حسن مختار
بازارچه حسن مختار مربوط به اواخر دوره قاجار است و در شهرستان اصفهان، بخش جلگه، روستای قهی واقع شده و این اثر در تاریخ ۲۲ مرداد ۱۳۸۴ با شمارهٔ ثبت ۱۲۹۸۷ به‌عنوان یکی از آثار ملی ایران به ثبت رسیده‌است.